# Luis Sánchez (meksykański piłkarz)
Luis Alberto Sánchez Rodríguez (ur. 6 lutego 1988 w Tijuanie) – meksykański piłkarz występujący na pozycji pomocnika, obecnie zawodnik Venados.

## Kariera klubowa
Sánchez jest wychowankiem akademii juniorskiej zespołu CF Pachuca, jednak zanim został włączony do pierwszej drużyny, występował w trzecioligowych rezerwach klubu – kolejno Universidad del Fútbol, Alto Rendimiento Tuzo, Tampico Madero FC (w którego barwach został królem strzelców Segunda División w wiosennym sezonie Revolución 2011) i Titanes de Tulancingo. Treningi z seniorskim zespołem rozpoczął dopiero w wieku dwudziestu czterech lat za kadencji szkoleniowca Hugo Sáncheza i pierwszy mecz rozegrał w nim w lipcu 2012 z Universidadem de Guadalajara (0:1) w ramach krajowego pucharu (Copa MX). W Liga MX zadebiutował natomiast trzy dni później, 28 lipca 2012 w przegranym 0:3 spotkaniu z Atlasem. Pełnił jednak wyłącznie rolę głębokiego rezerwowego, wobec czego po upływie pół roku udał się na wypożyczenie do drugoligowego Estudiantes Tecos z siedzibą w Guadalajarze, w ramach współpracy pomiędzy obydwoma klubami (posiadającymi wspólnego właściciela – Grupo Pachuca). Tam grał przez sześć miesięcy bez większych sukcesów.
Latem 2013 Sánchez został wypożyczony do beniaminka najwyższej klasy rozgrywkowej – zespołu Tiburones Rojos de Veracruz. Tam szybko został podstawowym zawodnikiem drużyny i 11 stycznia 2014 zdobył swoje premierowe gole w pierwszej lidze, kiedy to w doliczonym czasie gry dwukrotnie wpisał się na listę strzelców w wygranej 2:1 konfrontacji z Atlante. Wskutek udanych występów, po upływie roku został wykupiony przez władze Veracruz na stałe, lecz z biegiem czasu tracił pewne miejsce w wyjściowym składzie i po upływie kilku miesięcy został wyłącznie rezerwowym ekipy. Wobec tego w styczniu 2016 został wypożyczony do drugoligowego klubu Venados FC z miasta Mérida.
| Sezon     | Klub                        | Kraj   | Rozgrywki        | Mecze | Bramki |
| --------- | --------------------------- | ------ | ---------------- | ----- | ------ |
| 2007/2008 | Universidad del Fútbol      | Meksyk | Segunda División | 40    | 6      |
| 2008/2009 | Alto Rendimiento Tuzo       | Meksyk | Segunda División | 16    | 15     |
| 2008/2009 | Universidad del Fútbol      | Meksyk | Segunda División | 25    | 8      |
| 2009/2010 | Universidad del Fútbol      | Meksyk | Segunda División | 32    | 4      |
| 2010/2011 | Tampico Madero FC           | Meksyk | Segunda División | 30    | 17     |
| 2011/2012 | Titanes de Tulancingo       | Meksyk | Segunda División | 40    | 8      |
| 2012/2013 | CF Pachuca                  | Meksyk | Liga MX          | 3     | 0      |
| 2012/2013 | Estudiantes Tecos           | Meksyk | Ascenso MX       | 5     | 0      |
| 2013/2014 | Tiburones Rojos de Veracruz | Meksyk | Liga MX          | 30    | 3      |
| 2014/2015 | Tiburones Rojos de Veracruz | Meksyk | Liga MX          | 24    | 0      |
| 2015/2016 | Tiburones Rojos de Veracruz | Meksyk | Liga MX          | 4     | 0      |
| 2015/2016 | Venados FC                  | Meksyk | Ascenso MX       |       |        |